# Mindre dvärgnäbbmus
Mindre dvärgnäbbmus (Sorex minutissimus) är ett litet däggdjur som tillhör familjen näbbmöss. Den är efter flimmernäbbmusen den näst minsta arten i familjen. Flera underarter har beskrivits men det är inte alla som vunnit brett erkännande.

## Kännetecken
Denna näbbmus når bara en kroppslängd omkring 4 centimeter och därtill kommer en cirka 2,5 centimeter lång svans. Vikten ligger mellan 1,5 och 4 gram. Pälsen på ovansidan är beroende på årstid rödbrun till gråbrun och tydlig avgränsade mot den ljusgråa undersidan. Svansen är bara glest täckt med hår.

## Utbredning och habitat
Det huvudsakliga utbredningsområdet sträcker sig från svenska och finska Lappland över Ryssland till Stilla havet och Japan. Även vid flera andra ställen i Norge och Sverige är enstaka fynd dokumenterade. Söderut finns arten till centrala Kazakstan, mellersta Mongoliet och norra Kina. Angående habitatet är djuret flexibelt, den förekommer bland annat i skogar, på fjällen och nära våtmarker. På vintern hittas de ofta inomhus.

## Levnadssätt
Aktivitetstiderna är fördelade över hela dygnet och mellan dessa finns vilopauser som varar i upp till en timme. Mindre dvärgnäbbmus livnär sig av smådjur som vanligen är mindre än 1,5 millimeter, alltså inga daggmaskar. Bland byten finns insekter och deras larver samt spindeldjur. I viss mån äter den även as. En individ äter mer än sin kroppsvikt per dag.
Honan kan para sig upp till två gånger per år och per kull föds mellan 3 och 6 ungar. Livslängden i naturen är inte utredd men individer i fångenskap blev upp till 2,5 år gamla.